# أوزوالد كورتيس
أوزوالد كورتيس (بالإنجليزية: Oswald Curtis)‏ هو سياسي نيوزلندي، ولد في 20 يناير 1821 في لندن في المملكة المتحدة، وتوفي في 1 مارس 1902. انتخب عضو مجلس النواب النيوزيلندي.